# Марк Нобл
Марк Джеймс Нобл (англ. Mark James Noble, нар. 8 травня 1987, Лондон, Англія) — колишній англійський професійний футболіст, який грав на позиції центрального півзахисника в англійському клубі «Вест Гем Юнайтед», провівши в ньому вісімнадцять років. Окрім двох коротких оренд у «Галл Сіті» та «Іпсвіч Таун» у 2006 році, він весь час грав за «молотів», за що отримав прізвисько «Містер Вест Гем».
Нобл провів більше ігор Прем'єр-ліги за Вест Гем, ніж будь-який інший гравець, та провів найбільше сезонів, починаючи з 2004 року. Нобл виступав за збірну Англії на рівнях U16, U17, U18, U19 і U21. Він був капітаном команди U21, забивши три голи в 20 іграх.
У 2020 році Нобл був визнаний гравцем з другим у світі коефіцієнтом конверсії пенальті за останні 20 років. Його коефіцієнт конверсії в 90,5% був побитий лише показником Роберта Левандовського в 91,1%.

## Клубна кар'єра
У дорослому футболі дебютував 2004 року виступами за «Вест Гем Юнайтед», у якому провів два сезони, взявши участь у 18 матчах чемпіонату, проте основним гравцем команди так і не став.
Через це протягом 2006 року на правах оренди по півроку грав у складі чемпіоншіпівських «Галл Сіті» та «Іпсвіч Таун».
До складу клубу «Вест Гем Юнайтед» повернувся на початку 2007 року і з нового сезону став основним півзахисником команди. Наразі встиг відіграти за клуб з Лондона 212 матчів у національному чемпіонаті.

## Виступи за збірну
З 2002 року виступав за юнацькі збірні Англії різних вікових категорій, у складі яких був учасником Євро-2004 (U-17), де разом з командою зайняв четверте місце, та Євро-2005 (U-19), на якому здобув срібні нагороди.
Протягом 2007–2009 років залучався до складу молодіжної збірної Англії, у складі якого був учасником молодіжного Євро-2007 та Євро-2009 і здобув бронзові та срібні медалі відповідно. Всього на молодіжному рівні зіграв у 20 офіційних матчах, забив 3 голи.

## Досягнення
- Найкращий гравець «Вест Гем Юнайтед»: 2011–12